# Grand Prix automobile de Monaco 1948
Le Grand Prix automobile de Monaco 1948 est un Grand Prix qui s'est tenu sur le circuit de Monaco le 16 mai 1948.

## Classement de la course
| Pos. | no | Pilote                         | Écurie              | Châssis           | Tours | Temps/Abandon     | Grille |
| ---- | -- | ------------------------------ | ------------------- | ----------------- | ----- | ----------------- | ------ |
| 1    | 30 | Giuseppe Farina                | Privée              | Maserati 4CLT     | 100   | 3 h 18 min 26 s 9 | 1      |
| 2    | 38 | Louis Chiron                   | SFACS Écurie France | Talbot-Lago T26   | 100   | + 35 s 2          | 11     |
| 3    | 42 | Emmanuel de Graffenried        | Enrico Platé        | Maserati 4CL      | 98    | + 2 tours         | 7      |
| 4    | 16 | Maurice Trintignant            | Équipe Gordini      | Simca-Gordini T15 | 98    | + 2 tours         | 13     |
| 5    | 24 | Luigi Villoresi Alberto Ascari | Scuderia Ambrosiana | Maserati 4CLT     | 97    | + 3 tours         | 3      |
| 6    | 4  | Yves Giraud-Cabantous          | SFACS Écurie France | Talbot-Lago 150C  | 95    | + 5 tours         | 12     |
| 7    | 10 | Eugène Chaboud                 | Écurie Lutetia      | Delahaye 135S     | 88    | + 12 tours        | 19     |
| NC   | 2  | Clemar Bucci                   | Scuderia Milano     | Maserati 4CLT     | 65    | + 35 tours        | 8      |
| Abd. | 32 | Piero Taruffi                  | Cisitalia Spa       | Cisitalia D46     | 64    | Réservoir         | 4      |
| Abd. | 28 | Nello Pagani                   | Enrico Platé        | Maserati 4CL      | 64    | Boîte de vitesses | 9      |
| Abd. | 26 | Alberto Ascari                 | Scuderia Ambrosiana | Maserati 4CL      | 61    | Pompe à huile     | 6      |
| Abd. | 12 | Jean-Pierre Wimille            | Équipe Gordini      | Simca-Gordini T11 | 60    | Fuite d'huile     | 2      |
| Abd. | 36 | Prince Igor Troubetzkoy        | Scuderia Inter      | Ferrari 166SC     | 58    | Accident          | 16     |
| Abd. | 22 | Cuth Harrison                  | Privée              | ERA Type B        | 47    | Moteur            | 17     |
| Abd. | 20 | Reg Parnell                    | Privée              | ERA Type E        | 22    | Moteur            | 18     |
| Abd. | 34 | Tazio Nuvolari                 | Cisitalia Spa       | Cisitalia D46     | 11    | Moteur            | 15     |
| Abd. | 8  | Louis Rosier                   | Privée              | Talbot-Lago T26   | 16    | Moteur            | 14     |
| Abd. | 14 | Raymond Sommer                 | Équipe Gordini      | Simca-Gordini T15 | 5     | Soupape           | 5      |
| Abd. | 40 | Prince Bira                    | Équipe Gordini      | Simca-Gordini T15 | 5     | Pompe à huile     | 10     |

- Légende: Abd.=Abandon - NC=Non Classé.

## Pole position et record du tour
- Pole position :  Giuseppe Farina (Maserati) en 1 min 53 s 8.
- Record du tour :  Giuseppe Farina (Maserati) en 1 min 53 s 9.